# Kouvola
Kouvola è una città finlandese di 79429 abitanti, situata nella regione del Kymenlaakso. Dal 2009 sono compresi anche i comuni soppressi di Jaala, Valkeala, Anjalankoski, Elimäki e Kuusankoski.

## Storia
Poco dopo l'apertura della linea ferroviaria verso San Pietroburgo nel 1870, viene costruita una stazione sul sito di quella che sarebbe stata la futura Kouvola (1875). Una guarnigione russa si installa nella regione nel 1910, accelerando lo sviluppo della cittadina. Nel 1922 la grande municipalità di Valkeala viene diviso in più parti, tra cui Kouvola. I raid aerei della Guerra d'inverno devastano completamente la città, ma la ricostruzione fu rapida dopo la Guerra di continuazione. Il comune venne proclamato nel 1960. Tra le sue frazioni c'è Nappa.

## Amministrazione

### Gemellaggi
- Balatonfüred
- Mülheim an der Ruhr
- Vologda

## Sport

### Calcio
La squadra principale della città è il Myllykosken Pallo -47.

### Pallacanestro
La squadra principale della città è il Kouvot.